# Estadio Tres de Febrero
El Estadio Tres de Febrero, también conocido como Estadio 3DF, dispone de una capacidad para 19 000 espectadores, es un estadio de fútbol situado en la localidad argentina de Villa Raffo, partido de Tres de Febrero, en la provincia de Buenos Aires. El estadio es perteneciente al Club Almagro, que actualmente participa en la Primera Nacional, segunda categoría del fútbol argentino. 
El estadio fue inaugurado el 7 de abril de 1956. En el año 2000, al coincidir con el ascenso del Club Almagro a la Primera División de Argentina, fue remodelado llegando a la cifra final de 19.000 espectadores, de los cuales 14.000 lugares son para espectadores del equipo local y 5.000 para espectadores del equipo visitante. Se encuentra en la Avenida Marcelo T. de Alvear 2223, entre las calles Rotarismo Argentino, Salvador Poeiro y Román Gómez, y está a tres cuadras de la Avenida General Paz, a 25 minutos del Río de La Plata.

## Historia
1917-1920: Villa Lynch
Luego de una intensa búsqueda de un estadio propio, se logró instalar el campo de juego en Villa Lynch (Hoy Sáenz Peña), más precisamente en las calles Ricardo Frías y Villa Lynch, a doscientos metros de la estación del Ferrocarril San Martín y a unas pocas cuadras del actual estadio del club. 
1920-1927: Parque Centenario
Luego de tener su propio estadio en Villa Lynch (Hoy Sáenz Peña), el club debió mudarse hasta la capital, cercano a donde hoy estaría ubicada la sede social del club, y se logró asentar en Avenida Gaona 102 (entre las calles Amambay (actual Acevedo), Otamendi y San Eduardo (actual Aranguren). 
1927-1937: Parque Chas
El 13 de marzo de 1927 se inauguraba en el todavía despoblado barrio Parque Chas, ubicado entre las calles Gándara, Ginebra y Cádiz, perdiendo frente a San Lorenzo de Almagro por 2-0, fue uno de los tantos estadios que el club tuvo en su historia. La localía de Almagro en Parque Chas duró diez años, los suficientes para echar raíces y decir que en la actualidad existe una gran cantidad de hinchas del club por estos lares. En 1930, el estadio fue reconocido por el diario La Nación como el sexto estadio con más capacidad (19.000), y en 1937 el club se convirtió en su estadio, en el primer equipo campeón del profesionalismo en lograr ascender a la máxima categoría. 
1939-1949: Villa Urquiza
Luego de abandonar el predio de Parque Chas y deambular por distintos estadios (Utilizando en reiteradas veces el estadio de Vélez Sarsfield), a fines de ese año donde Almagro se midió contra los poderosos, comenzó a hacer de local hasta 1949 en el predio ubicado en las calles Fraga y Estomba, a muy pocas cuadras de Parque Chas, utilizando parte de las viejas tribunas del estadio de River Plate (que antes habían usado Argentinos Juniors en la década del '20 y Colegiales en la del '30). 
1956-actualidad: Villa Raffo
El 7 de abril de 1956 se inauguró el actual estadio Tres de Febrero, aunque su primer partido oficial fue en un partido frente a Dock Sud cayendo por 3-2, por ese momento sin denominación oficial, luego llamado Campo de Deportes de Villa Raffo, hasta que se le otorgó el nombre que lleva en la actualidad en honor a la ciudad en la que se encuentra ubicada hoy en día. Este estadio tuvo en sus años de historia varias remodelaciones, pero la más importante fue la del año 2000, donde el club consiguió disputar la Primera División, motivo por el cual debió ampliarse su capacidad, actualmente cuenta con una capacidad para 19.000 espectadores y en su campo de juego se jugaron partidos de Primera División, Segunda División, Tercera División, y Copa Argentina.

## Remodelaciones
El 11 de noviembre de 1983, comenzó la construcción de 600 nuevas plateas, hechas de cemento en su totalidad, y 4 cabinas de prensa en esa misma tribuna, además de inaugurar 7 canchas de tenis a su tribuna lateral. 
En el año 2000, debido al ascenso a la Primera División, la AFA ínfimo al club para la entrada del micro visitante al estadio, por lo cual fueron tapadas las piletas del estadio que daban a la calle Rotarismo Argentino, además de crear un nuevo sistema de iluminación y de ampliar la platea local, crear nuevas cabinas de prensa y la colocación de un techo en esa misma tribuna; 5 años después, el estadio fue elogiado por en su momento DT de Independiente, César Luis Menotti, catalogando su parecido a los pequeños estadios de la Premier League.
El 24 de junio de 2016, comenzó una obra que consiste en un sistema de riego automatizado por aspersión, que contaría con 20 bocas de salida de agua, programadas en 8 zonas de ejecución con riego de programación automatizada, dicha obra culminó el 9 de julio y ese mismo día comenzó un nuevo resembrado del campo de juego. En ese mismo año, se instaló una pantalla led sobre la tribuna lateral.
El 6 de septiembre de 2020, mientras corría la pandemia Covid-19, aprovechando la suspensión del fútbol nacional, se realizó una gran remodelación, donde se realizó una nueva y moderna fachada a las afueras del estadio, se realizó un trabajo de pintura total, se creó un acceso a la platea para aficionados con discapacidad de caminar, se ampliaron los vestuarios, y se retiraron los alambrados de la tribuna lateral permitiendo una limpia visión sobre el campo de juego.

## Distribución del estadio
El estadio cuenta con: 
• 14.000 espectadores locales divididos entre tribuna lateral, cabecera local y platea. 
• 5.000 espectadores visitantes divididos entre tribuna lateral y cabecera visitante. 
• 12 cabinas de transmisión. 
• 2 palcos preferenciales. 
• 3 Vestuarios (Local, Visitante y Árbitros) 
• Sala de control Anti-Dopaje 
• Sala de recepción en zona de plateas. 
• Sala de prensa. 
• Boleterías para espectadores visitantes. 
• 8 Boleterías para espectadores locales. 
• Estacionamiento interno para micros. 
• Microestadio. 
• Predio privado detrás de la tribuna local. 
Capacidad final: 19.000 espectadores.

## Accesos
Al estadio se puede llegar mediante la Avenida Marcelo T. de Alvear hacia la numeración 2223, o desde la Autopista Avenida General Paz mediante las calles Rotarismo Argentino, Salvador Poeiro y Román Gómez, dicha autopista de encuentra a tres cuadras del estadio 
Los medios de transporte por los cuales se logra llegar al estadio es mediante colectivos: 53 135 161 237 386
Los medios de transporte los cuales nos dejan a pocas cuadras del estadio son por la autopista Avenida General Paz (3 cuadras): 21 28 117. La Avenida Francisco Beiró (4 cuadras): 80 85 108 146 181. La Avenida Lope de Vega (5 cuadras): 124